# Níkos Ploumpídis
Níkos Ploumpídis (ou Ploumbídis) né le 31 décembre 1902 à Langadia en Arcadie et mort le 14 août 1954 à Agia Marina près de Dafni en Attique était un cadre dirigeant du Parti communiste grec.

## Biographie
Fils d'agriculteur, il est d'abord enseignant dans le village de Milea, près d'Elassóna. En 1926, il rejoint le Parti communiste (KKE). Il en devient permanent en 1931 après son limogeage de son porte de professeur pour activisme politique. En 1937, il est responsable de la région de Thessalie. Il est élu au Bureau politique en 1938.
En 1939, il est arrêté par la police secrète du régime du général Ioánnis Metaxás et emprisonné au sanatorium de Sotiria. Il s'en évade en 1942 et s'implique dans le Front de libération nationale (EAM) et dans l'Organisation de la jeunesse communiste (OKNE).
En 1945, Ploumpidis démissionne du Politburo en raison de son mauvais état de santé (il souffre de tuberculose) et prend en charge l'administration des finances du Parti. Contrairement à de nombreux autres dirigeants du Parti, Ploumpidis décide de rester en Grèce à l'issue de la guerre civile. Il participe activement à la création de l’Union de la gauche démocratique (EDA), proche du KKE alors illégal.
En 1952, il est arrêté par la police secrète. Après trois semaines de procès, il est reconnu coupable et condamné à mort. Dans le même temps, le Comité central du KKE en exil l'exclut du parti au motif qu'il était un espion de la police secrète et un agent britannique.
Le 14 août 1954, Ploumpidis est fusillé à Agia Marina, près de Dafni. Le gouvernement grec publie une photo de son exécution dans la presse. Toutefois le KKE prétend qu'il s'agit d'une fausse exécution, et que Ploumpidis coule en secret des jours heureux avec l'argent de sa trahison. Rizospastis et I Avgi, les deux journaux de gauche, évitent de publier la photo de l'exécution.
En 1958, après la déstalinisation du KKE, le parti reconnaît avoir commis une grave erreur et réhabilite Ploumpidis en même temps que d'autres camarades, dont Georgios Siantos.